# ニック・ペリー
ニック・ペリー（Nick Perry 1990年4月12日 - ）は、ミシガン州デトロイト出身の元アメリカンフットボール選手。NFLのグリーンベイ・パッカーズに所属していた。現役時代のポジションはラインバッカー。

## 経歴

### プロ入りまで

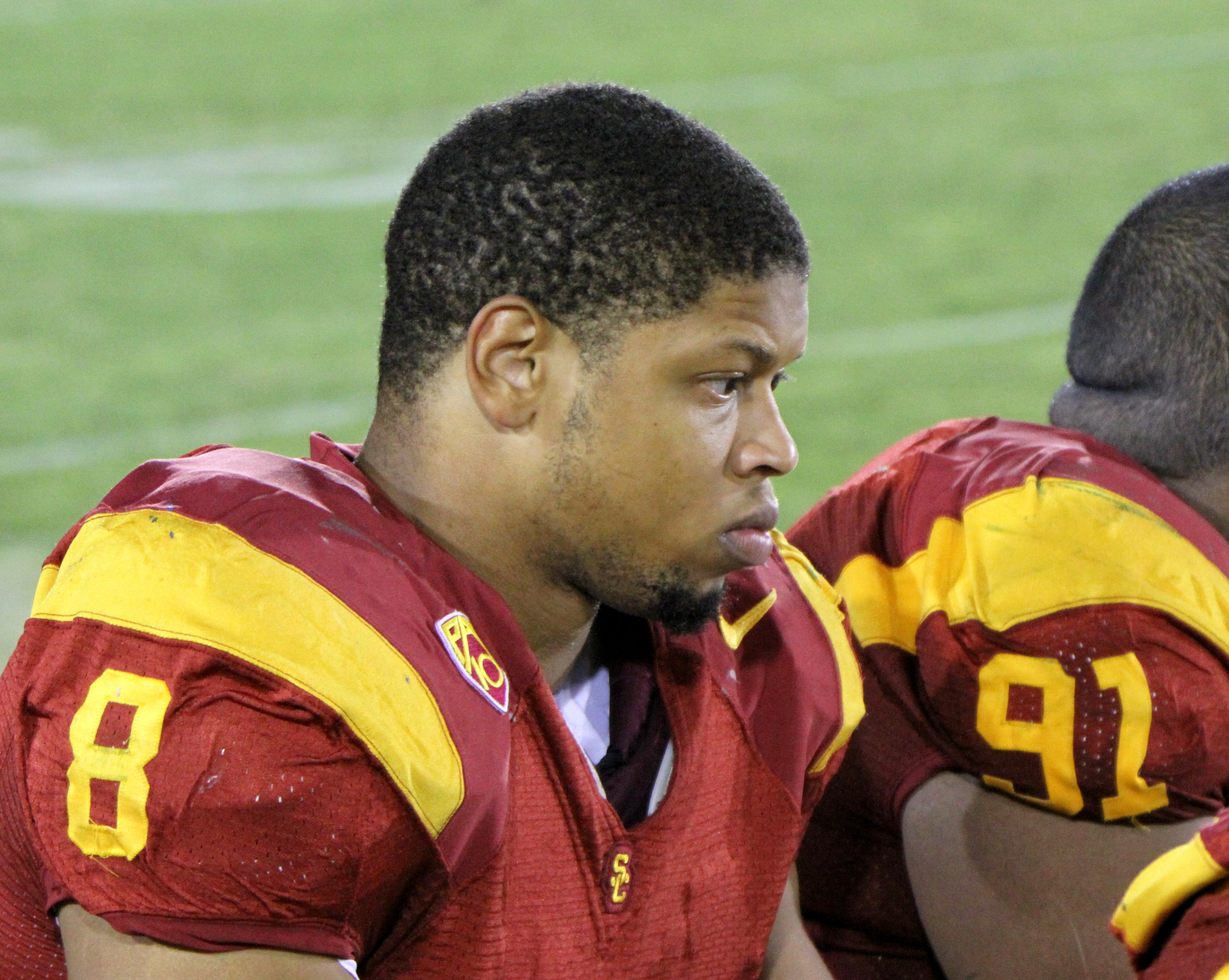
2010年のオレゴン大学戦

当初マッケンジー高校に通ったが2007年に閉校となったため、3年次は、マーティン・ルーサー・キング高校に通った。高校2年次に75タックル、11サックをあげて、デトロイト大都市圏のオールチームに選ばれた。3年次にはディフェンシブエンドとして、147タックル、ミシガン州記録となる36サックをあげた。また、タイトエンドとしてプレー、14回のレシーブで310ヤードを獲得、8TDをあげた。こうした活躍により、USAトゥデイ、EAスポーツより高校生の全米ファーストチームに、Scout.comからも全米セカンドチームに選ばれた。
大学進学を前に40ヤード走で4秒51、ベンチプレスで315ポンド、GPA3.3だった彼は、マイアミ大学、ミシガン大学、ミシガン州立大学、USCから奨学金のオファーを受け、USCに進学した。
2008年は、練習生として過ごした。2009年は、控えのディフェンシブエンドとなり、主にパスプレーが予想される場面でプレーした。この年13試合に出場し、24タックル、チームトップの8サックをあげた。スタンフォード大学戦で初先発を果たした。この年、スポーティングニュースからフレッシュマンオールアメリカンに選ばれた。
2010年、9試合の先発を含む12試合に出場したが、開幕戦のハワイ大学戦は、足首の故障により欠場した。この年25タックル、4サック、2ファンブルフォース、1ファンブルリカバーの成績を残した。
2011年、12試合に出場しパシフィック12カンファレンストップの9.5サックをあげた。12月、最終学年に進学せず、NFLドラフトにアーリーエントリーすることを表明した。
ドラフトを前に優れたパスラッシャーとして注目されたが、怪我の多さや好不調の波の激しさについて懸念された。スカウティング・コンバインでも40ヤード走で4秒64、ベンチプレスで35回、垂直跳び、立ち幅跳びでも瞬発力の高さを示した。

### グリーンベイ・パッカーズ

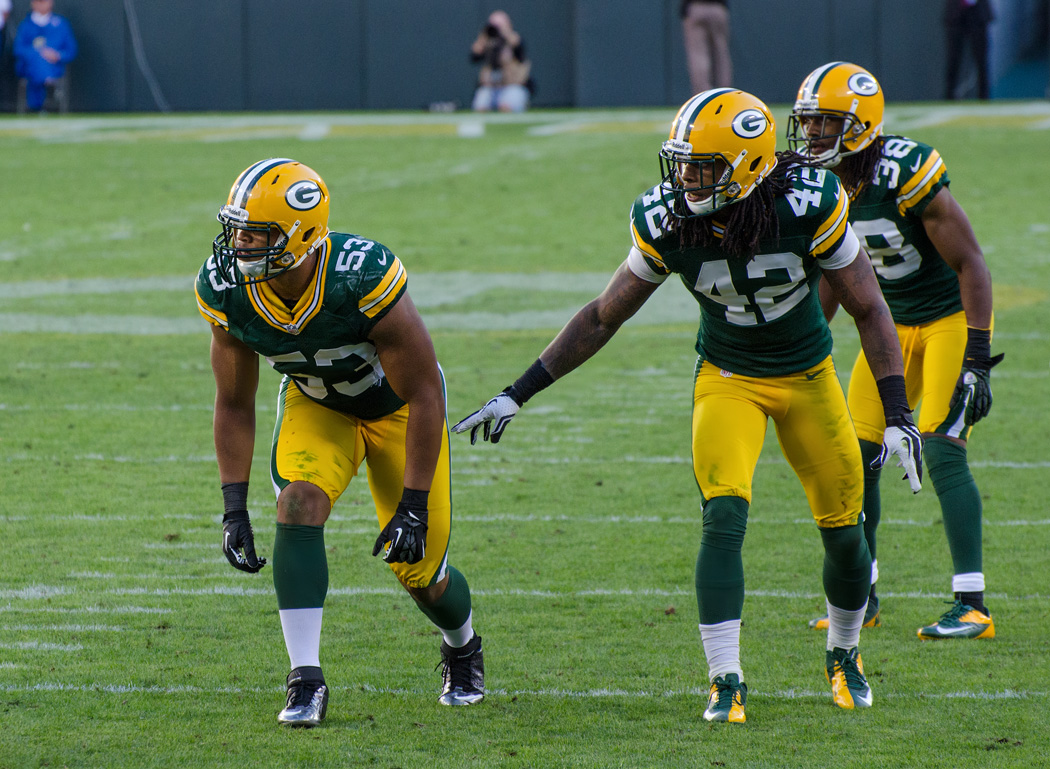

2012年のNFLドラフト1巡全体28位でグリーンベイ・パッカーズに指名された。パッカーズでは3-4ディフェンスのアウトサイドラインバッカーとして起用されることとなり、開幕戦から先発の座を手に入れた。彼の加入により、クレイ・マシューズへのマークが減った。第6週の試合でひざを負傷した。手首の手術をすることとなり、11月7日に故障者リスト入りした。この年6試合に出場し18タックル、2サックをあげた。